# الطيبة (بعلبك)
الطيبة هي إحدى القرى اللبنانية من قرى قضاء بعلبك في محافظة بعلبك الهرمل.